# Station Berlin-Karow
Station Berlin-Karow is een spoorwegstation in Berlin-Karow in de Duitse stad Berlijn.  Het station werd in 1882 geopend.
Het is naast een halte voor de S-Bahn, tevens een station van lijn RB27, die door de Niederbarnimer Eisenbahn wordt geëxploiteerd.